# آی‌ان‌اس اودایجیری (اف۳۵)
آی‌ان‌اس اودایجیری (اف۳۵) (به انگلیسی: INS Udaygiri (F35)) یک کشتی بود که طول آن ۱۱۳ متر (۳۷۱ فوت) بود.